# مادام بی‌هیو
مادام بی‌هِـیو (انگلیسی: Madame Behave) یک فیلم کمدی صامت آمریکایی است که در سال ۱۹۲۵ منتشر شد.

## بازیگران
- جولیان التینگ در نقش «مادام بی‌هِـیو» و جک میچل
- تاینی سندفورد در نقش پلیس
- آن پنینگتون در نقش گوئن تاونلی
- لایونل بلمور
- تام ویلسون
- استنهوپ ویتکرافت
- اِوِلین فرانسیسکو
- جک دافی